# Mikroprocesor GI CP1600

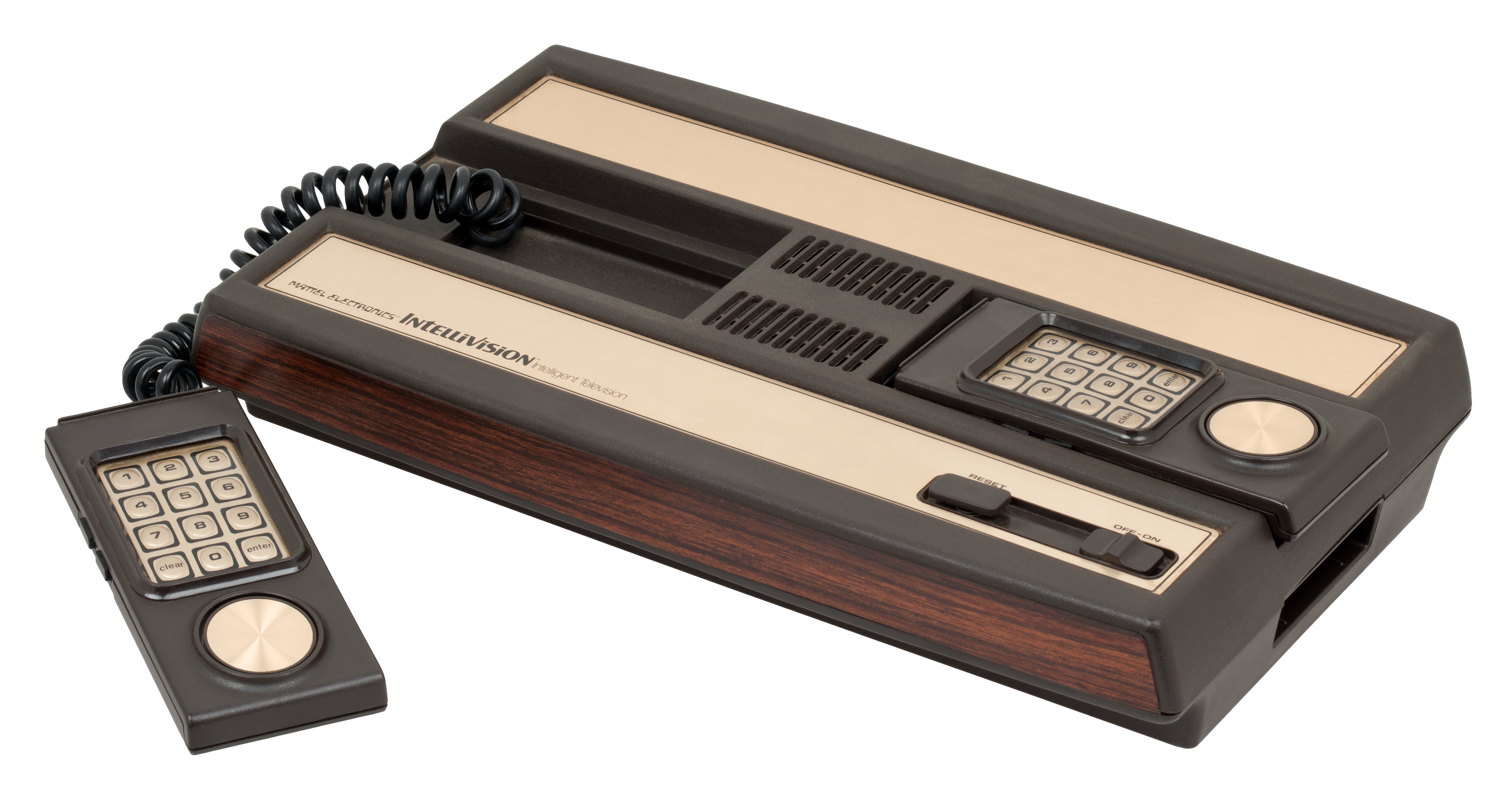
Konsola do gier Intellivision, w przeważającej mierze najważniejsza z rodziny CP1600

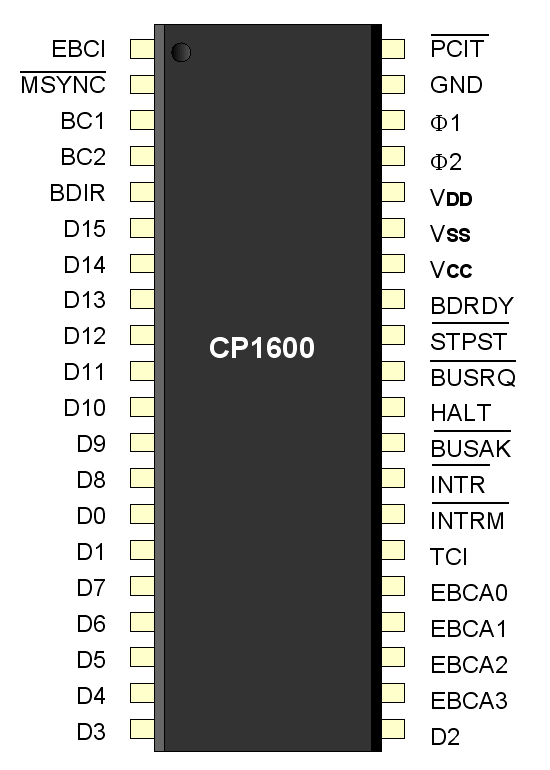
CP1600 Pin-out

CP1600 – 16-bitowy mikroprocesor taktowany 1MHz mocy obliczeniowej, stworzony we współpracy z General Instrument i Honeywell w 1975 r. Projekt CP1600 został oparty na PDP-11, którego konstrukcja również stanowiła podstawę Western Digital MCP-1600 i wpłynęła na inne mikroprocesory. Honeywell używał CP1600 w wielu komputerach sterujących procesami i pokrewnych systemach, ale jego najbardziej rozpowszechnionym zastosowaniem była wersja CP1610 w konsoli do gier Intellivision, gdzie wydano na nią 125 gier.

## Opis podstawowy
Zestaw instrukcji CP1600 ściśle przestrzegał instrukcji PDP-11, ale nie był w pełni z nim kompatybilny. Kod operacji instrukcji miał tylko 10 bitów, a pozostałe 6 oznaczono jako „zarezerwowane do przyszłej rozbudowy”.
Wydaje się, że dodatkowe 6 bitów było przeznaczone do współpracy z koprocesorem, zapewniając linię PCIT, która blokowała procesor do momentu zwolnienia. Instrukcje mogą zawierać od jednego do trzech słów w zależności od użytego formatu adresowania. W przeciwieństwie do innych podobnych mocą mikroprocesorów, CP1600 nie obsługiwał adresowania pośredniego pamięć-pamięć (przesunięcia), a zapętlenie zostało zaimplementowane w inny sposób, co pozwoliło mu działać znacznie szybciej. CP1600 został zaimplementowany w obudowie nMOS i wymagał zasilania +12, +5, -3 V.
CP1610 stosowany w konsoli Intellivision, jest kompatybilnym członkiem rodziny mikroprocesorów 1600. Wykorzystuje dwufazowy zegar 2 MHz wytwarzający 1 mikrosekundowy cykl procesora. CP1610 w NTSC Intellivisions wykorzystuje dwufazowy zegar 1,7897725 MHz.

## Historia
Chociaż procesory CP1600 w tradycyjnej roli komputera były używane stosunkowo rzadko to od 1980 r. wyprodukowano ponad 3 miliony mikroprocesorów do momentu awarii i zamknięcia linii produkcyjnej w 1983 r., która doprowadziła do zamknięcia w niedalekiej przyszłości całej linii produkcyjnej konsoli Intellivision w 1984 r. Całkowita produkcja mikroprocesora CP1600 zakończyła się w 1985 r., kiedy General Instrument wydzielił specjalny dział mikroelektroniki. W tym momencie dostępnych było na rynku wiele 32-bitowych konstrukcji, takich jak MC68000, które marginalizowały zainteresowanie 16-bitową już przestarzałą konstrukcją, taką jak CP1600, a ich główny dotychczasowy klient czyli konsola Intellivision, nie była już produkowana ze względu na gwałtowny spadek zainteresowania,rosnącą konkurencję oraz kryzys. Wiele innych produktów zostało wycofanych z eksploatacji w tym samym czasie.